# Wayland (Massachusetts)
Wayland is een plaats (town) in Middlesex County, Massachusetts, Verenigde Staten. In 2000 had de plaats een inwonertal van 13100 en waren er 4625 huishoudens.

## Bekende inwoners
- Amar Bose, oprichter van Bose Corporation
- Archibald Cox, advocaat
- Alberto Salazar, marathonloper

## Externe link

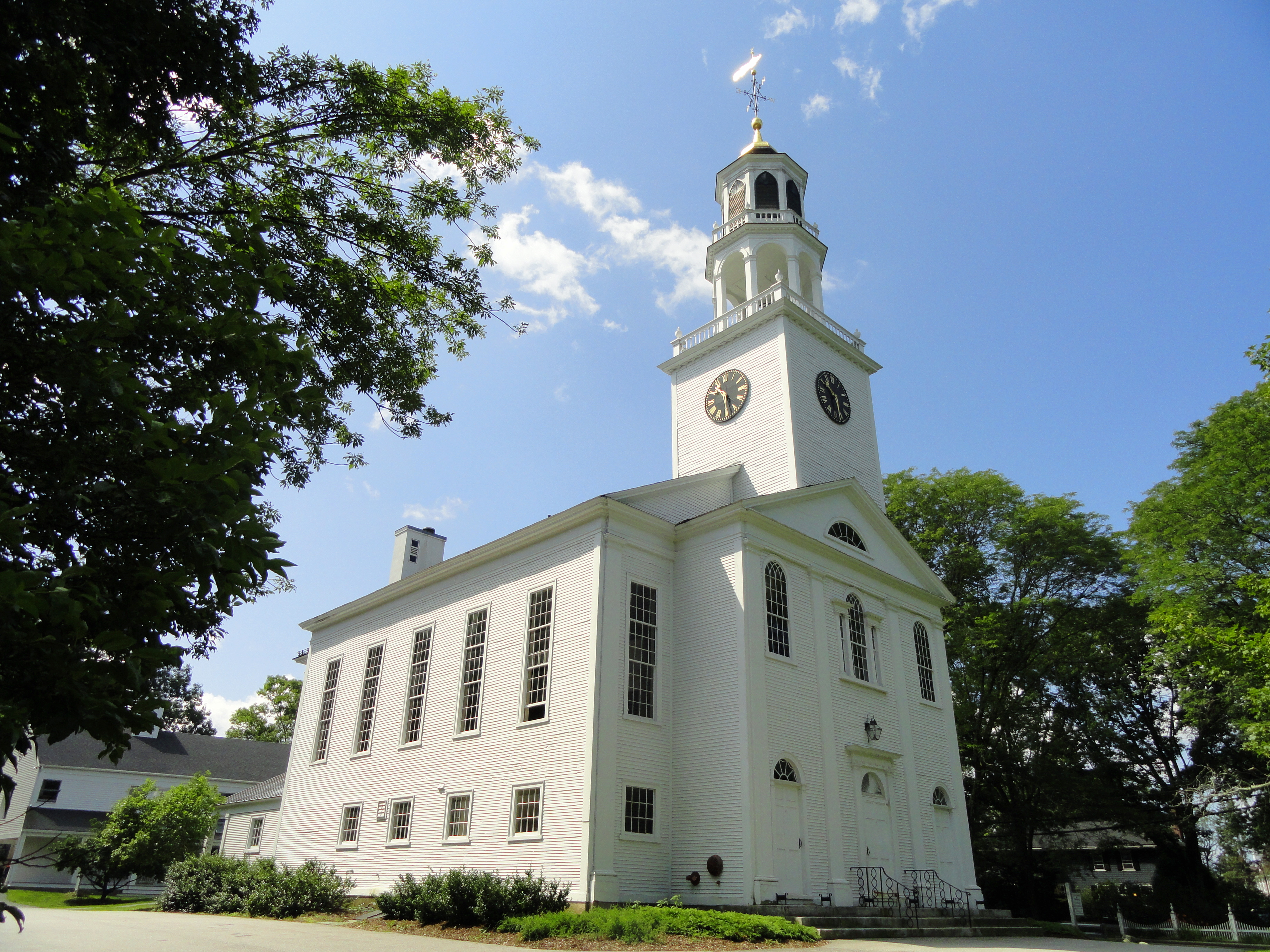
Kerk van Wayland